# 1990 год в изобразительном искусстве СССР
1990 год был отмечен рядом событий, оставивших заметный след в истории советского изобразительного искусства.

## События
- Председателем правления Ленинградской организации Союза художников РСФСР избран живописец Евгений Мальцев, возглавлявший Ленинградский (с 1992 года — Санкт-Петербургский) союз художников до 1997 года.

- Ректором Ленинградского института живописи, скульптуры и архитектуры назначен живописец Олег Еремеев.

### Выставки
- В Париже вновь прошли выставки и аукционы русской живописи L' Ecole de Leningrad («Ленинградская школа»)[1][2][3].

#### Москва
- В Центральном доме художника открылась выставка произведений Ивана Савенко (1924—1987)[4].

#### Ленинград
- В Музее Академии художеств открылась выставка произведений Вячеслава Загонека, приуроченная к 70-летию со дня рождения художника[5].

- В залах Ленинградской организации Союза художников РСФСР состоялись выставка произведений Абрама Грушко (1918—1980)[6], выставка произведений Наталии Смирновой, приуроченная к 75-летию со дня рождения художницы[7] и выставка произведений 26 ленинградских и московских художников, на которой экспонировались работы Евгении Антиповой, Виктора Тетерина, Валерия Ватенина, Германа Егошина, Ярослава Крестовского, Левона Лазарева, Рашида Доминова, Валентины Рахиной, Юрия Павлова, Евгения Ротанова, Леонида Ткаченко, Виктора Трояновского, Виталия Тюленева, Бориса Шаманова, Ольги Булгаковой, Аннамухамеда Зарипова, Виктора Калинина, Татьяны Назаренко, Ларисы Наумовой, Натальи Нестеровой, Ксении Нечитайло, Игоря Орлова, Александра Ситникова, Ирины Старженецкой[8]. В мае в залах ЛОСХ открылась традиционная выставка произведений ленинградских художников — ветеранов Великой Отечественной войны[9].

## Деятели искусства

### Скончались
- 30 января — Нина Нисс-Гольдман, художник, скульптор, старейший член Союза художников СССР (род. в 1892).
- 15 мая — ПорфирийКрылов, народный художник СССР, член творческого коллектива Кукрыниксы (род. в 1902).
- 26 мая — Варлен Пен, живописец и график (род. в 1916).
- 1 июня — Наталья Ткаченко, живописец (род. в 1908).
- 22 июня — Марк Подоксин, живописец (род. в 1930).
- 4 июля — Павел Уткин, живописец (род. в 1920).
- 2 августа — Владилен Никифоров, живописец (род. в 1930).
- 6 августа — Баки Урманче, художник и педагог, народный художник РСФСР (род. в 1897).
- 30 августа — Тимофей Ксенофонтов, живописец (род. в 1912).
- 24 октября — Борис Малуев, живописец, график и монументалист, заслуженный художник РСФСР (род. в 1929).
- 7 ноября — Степан Привиденцев, живописец (род. в 1916).